# Sarah Snook
Sarah Snook (Adelaide, 1987. december 1. –) kétszeres Golden Globe-díjas és Primetime Emmy-díjas ausztrál színésznő.
Számos filmben játszott főszerepeket: Nővérek a háborúban (2010), Not Suitable for Children (2012), These Final Hours (2013), Időhurok (2014), A ruhakészítő (2015) és Steve Jobs (2015). Az Időhurokban nyújtott alakításáért elnyerte az AACTA legjobb női főszereplőnek járó díját.
2018-ban Siobhan „Shiv” Roy szerepében kezdett el játszani az HBO Utódlás című szatirikus vígjáték-drámasorozatában, amelyért 2020-ban legjobb női főszereplőnek járó Primetime Emmy-jelölést kapott.

## Fiatalkora
Snook Adelaideban (Ausztrália) született, és Eden Hills külvárosában nőtt fel. A St John's gimnáziumba (Belair) és a Scotch Főiskolára (Torrens Park) járt, 2008-ban diplomázott a sydney-i National Institute of Dramatic Art intézményben.

## Pályafutása
A NIDA-ban Snook Macbeth és Gallipoli színpadi produkcióiban lépett fel. Ezt követően a Lear királyban szerepelt a State Theatre Company of South Australia társulatánál, valamint Saint Joant formálta meg a Sydney Theatre Company társulatának 2018-as produkciójában.
Olyan filmekben szerepelt, mint a Not Suitable for Children (2012), a These Final Hours (2013), az Időhurok (2014) és a Jessabelle (2014). Snook 2018-tól főszerepet játszik az Utódlás című HBO-s sorozatban, mint Siobhan „Shiv” Roy.

## Filmográfia

### Film
| Év   | Magyar cím            | Eredeti cím               | Szerep                   | Magyar hang                       |
| ---- | --------------------- | ------------------------- | ------------------------ | --------------------------------- |
| 2010 |                       | Crystal Jam (rövidfilm)   | Crystal                  |                                   |
| 2011 |                       | The Best Man (rövidfilm)  | Isla                     |                                   |
| 2011 | Alvó szépség          | Sleeping Beauty           | lakótárs                 | Urbán Andrea                      |
| 2012 |                       | Not Suitable for Children | Stevie                   |                                   |
| 2013 |                       | These Final Hours         | Mandy anyja              |                                   |
| 2014 | Időhurok              | Predestination            | Jane / John              | Gáspár Kata                       |
| 2014 | Jessabelle            | Jessabelle                | Jessie Laurent           | Vadász Bea                        |
| 2015 | A ruhakészítő         | The Dressmaker            | Gertrude "Trudy" Pratt   | Csondor Kata (1. szinkron)        |
| 2015 | A ruhakészítő         | The Dressmaker            | Gertrude "Trudy" Pratt   | Nemes Takách Kata (2-3. szinkron) |
| 2015 | Pingvinmentő őrjárat  | Oddball                   | Emily Marsh              | Zsigmond Tamara                   |
| 2015 | Ne engedd el          | Holding the Man           | Pepe Trevor              |                                   |
| 2015 | Steve Jobs            | Steve Jobs                | Andrea "Andy" Cunningham | Madarász Éva                      |
| 2017 | Az üvegpalota         | The Glass Castle          | Lori Walls               | Sipos Eszter Anna                 |
| 2018 | Szellemek háza        | Winchester                | Marian Marriott          | Mórocz Adrienn                    |
| 2018 |                       | Brothers' Nest            | Sandy                    |                                   |
| 2020 | Amerikai pác          | An American Pickle        | Sarah Greenbaum          | eredeti nyelven                   |
| 2020 | Pieces of a Woman     | Pieces of a Woman         | Suzanne                  | Hámori Eszter                     |
| 2023 | Fuss, nyuszi, fuss    | Run Rabbit Run            | Sarah                    | Nemes Takách Kata                 |
| 2023 |                       | The Beanie Bubble         | Sheila Warner            |                                   |
| 2024 | Egy csiga emlékiratai | Memoir of a Snail         | Grace Pudel (hangja)     |                                   |

### Televízió
| Év        | Magyar cím          | Eredeti cím           | Szerep                      | Megjegyzések                                             |
| --------- | ------------------- | --------------------- | --------------------------- | -------------------------------------------------------- |
| 2009      | Szentek kórháza     | All Saints            | Sophie                      | 1 epizód                                                 |
| 2010      | Nővérek a háborúban | Sisters of War        | Lorna Whyte                 | tévéfilm                                                 |
| 2011      | Család csak egy van | Packed to the Rafters | Jodi Webb                   | 2 epizód                                                 |
| 2011      |                     | Blood Brothers        | Debbie Franklin             | tévéfilm                                                 |
| 2011      |                     | My Place              | Minna Muller                | 1 epizód                                                 |
| 2011      |                     | Spirited              | Antonia                     | 10 epizód                                                |
| 2013      |                     | Redfern Now           | Sarah Donaldson rendőr      | 1 epizód                                                 |
| 2014      | Kerge család        | The Moodys            | Louise                      | 1 epizód                                                 |
| 2015      |                     | The Secret River      | Sal Thornhill               | főszereplő (2 epizód)                                    |
| 2015      |                     | The Beautiful Lie     | Anna Ivin                   | főszereplő (6 epizód)                                    |
| 2016      | Fekete tükör        | Black Mirror          | Medina                      | - 1 epizód (A csótányirtók) - magyar hangja: - Dögei Éva |
| 2018–2023 | Utódlás             | Succession            | Siobhan "Shiv" Roy          | - főszereplő - magyar hangja: - Ullmann Mónika           |
| 2019      | Robotcsirke         | Robot Chicken         | Rose, a ló / Midge (hangja) | 1 epizód                                                 |
| 2020      |                     | Soulmates             | Nikki                       | 1 epizód                                                 |
| 2023      | A Koalaember        | Koala Man             | Vicky (hangja)              | főszereplő (8 epizód)                                    |